# Історія Тернополя
Історія Тернополя налічує понад 450 років. Стаття про саме місто Тернопіль є тут.

## Заснування і перші роки Тернополя

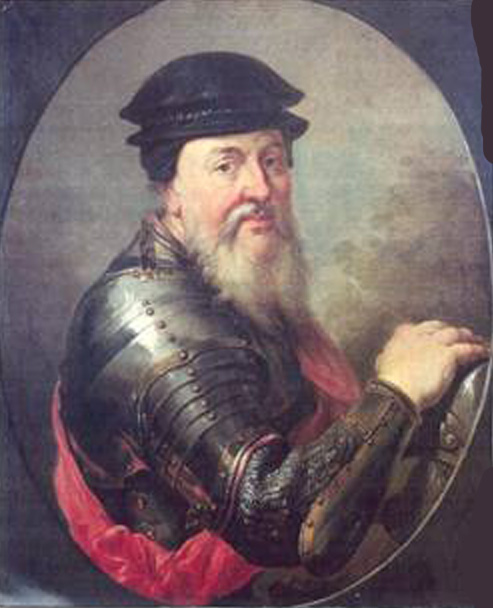
Ян Амор Тарновський

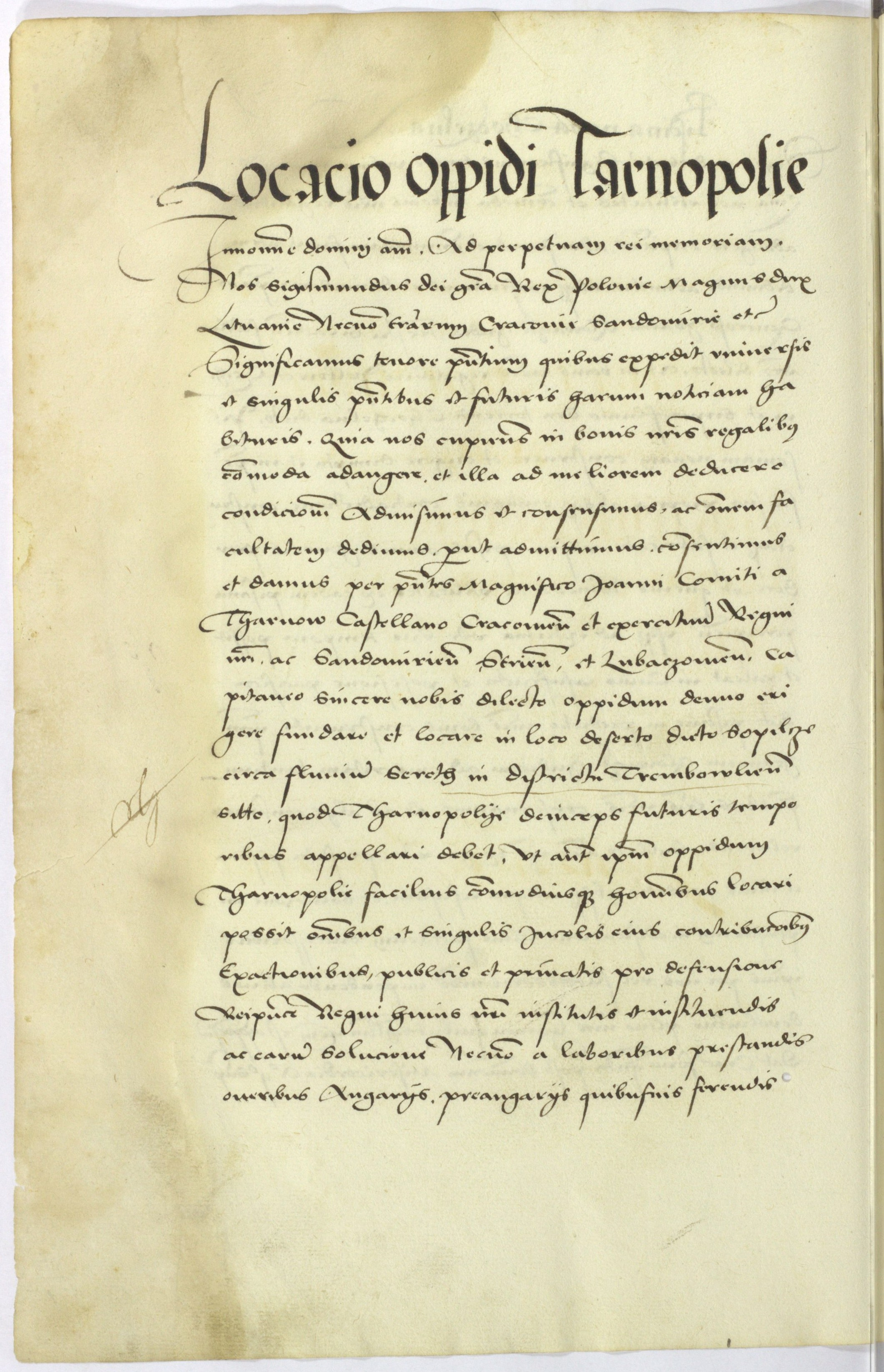
Перша письмова згадка про Тернопіль. 15 квітня 1540 року

### Перша згадка
Вперше Тернопіль згадується 1540 року: польський король Сиґізмунд I Старий видав краківському каштелянові, великому коронному гетьману Яну Амору Тарновському грамоту на заснування міста та володіння землею навколо нього. Будівництво фортеці на березі Серету в урочищі Сопільче (Топільче) тривало вісім років. Замок мав охороняти південно-східні кордони королівства від набігів татар.

### Раніші поселення
Люди селились тут значно раніше (приваблювали родючі землі на лівому березі Серету, дрімучі ліси, в яких можна було сховатись від нападників). У Тернополі та околицях виявлено сліди стоянок первісних людей; припускають, що територія міста була заселена в Х тис. до н. е. Давньоруське укріплення Топільче (Сопільче) було зруйноване під час зимового 1240–1241 рр. походу Батия до Карпат.

### XVI століття
У XVI столітті Тернопіль займав невелику територію. Місто охороняли Шевська, Кушнірська вежі, Кам‘янецька брама. Разом із замком, синагогою, церквою Різдва, Воздвиженським храмом вони входили у фортифікаційну систему давнього Тернополя.
Місто з трьох боків оточувало озеро та болота, зі сходу було укріплене широким сухим ровом з валами, частоколом, двома вежами на кутах. Поза центральною частиною простяглися передмістя: Заруддя — на півночі, Збаразьке — на північному сході, Смиковецьке — на сході, Микулинецьке — на півдні.

### Маґдебурзьке право
У 1548 році місто отримало маґдебурзьке право, за яким Тернополю надавались деякі привілеї: його жителі на 15 років звільнялися від податків, на 20 років від сплати мита, право влаштовувати 3 ярмарки на рік, щотижневі торги, мати склади на товари для закордонних купців.
За данимим Тернопільського енциклопедичного словника, німецьке право отримане 1548 року, маґдебурзьке 1550 року.

### Розвиток міста
Коронний гетьман Речі Посполитої Ян Амор Тарновський нечасто бував у Тернополі. Місто добре адмініструвалося, його економіка зростала, приносила гетьману значні прибутки, 1548 року місто отримало маґдебурзьке право. Мешканців заохочували до зведення власних садиб. Розмір будинків не повинен був перевищувати 10,5 м на 23,5 м. До кожної будівлі прилягав більший або менший земельний наділ. Будинок і город складали неподільну власність, не могли бути проданими окремо. Згодом поселенці виплачували за садиби по 18 грошів і 2 пів'мірки вівса. Крім оплати, городяни відробляли на панському полі 2 дні щотижня, сплачували данину медом, свининою. За користування правом ловити рибу в ставу треба було брати участь у ремонті греблі та лісопилок. З 1559 р. повинність була замінена грошовою оплатою.
У 1550 р. в місті було дозволено селитися євреям, що посилило економічні позиції міста. Так, зокрема у 1556 році львівський міщанин, різник Станіслав Шолтишек закупив 350 волів у князя Дмитра Вишневецького, заплативши 21000 грошей. Волів перегнали через кордон Великого князівства Литовського до Польщі (на той час це були різні держави) і в Тернополі оформили угоду їх продажу. Єврейський елемент сприяв розвиткові торгівлі міста, але самі євреї не відчували себе важливою частиною міста. Про це свідчить місце їх поселення, а саме тернопільський Поділ: сучасні вулиці Старий Поділ, Торговиця, Шашкевича, Князя Острозького, Паращука. Детальніше про деякі з цих вулиць тут. В наступні століття кількість єврейського населення місті значно виросла. Їх нараховувалось близько 300 сімей. Євреї разом з іншими міщанами були залучені до оборони міста від нападів ординців. З метою навчитися військової справи населення міста відвідувало навчання на які кожен мав приносити з собою мушкет, гніт, порох, холодну зброю.

### Власники та орендарі міста
Ян-Амор Тарновський, Ян Кшиштоф Тарновський, князь Василь Костянтин Острозький, князь Олександр Острозький, Ганна Алоїза з Острозьких Ходкевич, Томаш Замойський, Ян «Собіпан» Замойський, Константій Владислав Собеський, Ельжбета Гелена Сенявська, Іґнаци Ґадомський, Юзеф Потоцький, граф Францішек Коритовський, Тадеуш Туркул.
1594 року Христофор Радзивілл (Перун) подав позов на тестя — Василя Костянтина Острозького — від імені дружини та свого старшого сина через різні погляди на спадок, який задовольнив земський суд у Слонімі. Перед розглядом справи в Коронному трибуналі 24 серпня 1594 уклав з тестем угоду, за якою Радзивілли отримували, зокрема, Глуськ, Тернопіль.

## Замок

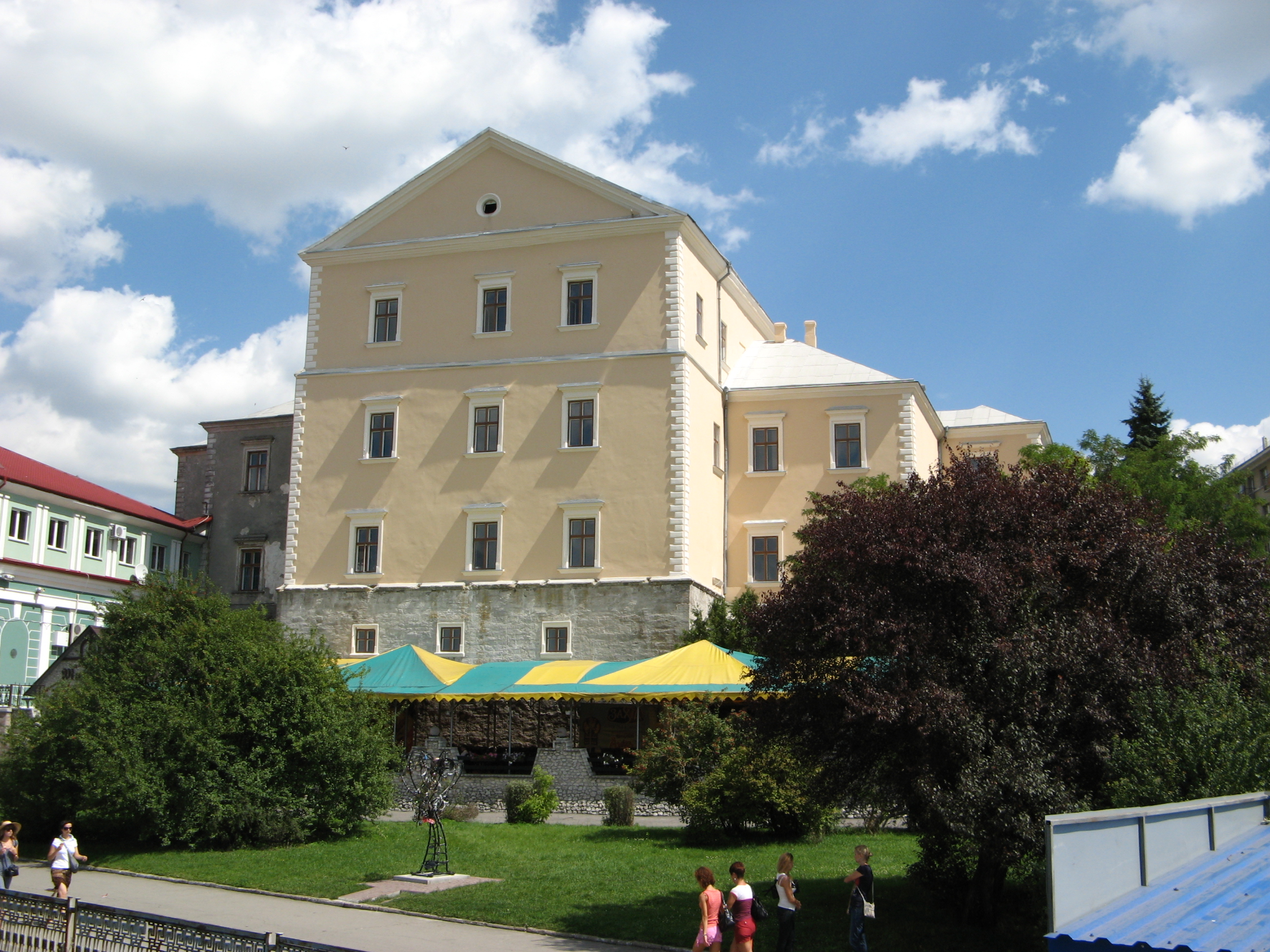
Тернопільський замок сьогодні

Історія замку сягає часів Галицько-Волинського князівства. На фундаменті цього замку, який пізніше був зруйнований татаро-монгольською навалою, було збудовано Воздвиженську церкву.
Замок 1672 року знищили турецькі союзники гетьмана Петра Дорошенка; згодом було відбудовано як палацову споруду на початку XIX століття у новому стилі — подібно до великого палацу у вигляді каре з невеликим двором всередині. Білокам'яна різьба стриманих форм добре в'яжеться з великими площинами стін. Споруду сильно зруйнували під час першої і другої світових воєн. Замок реставровано 1951 року (нині Палац спорту).

## Старовинні церкви міста

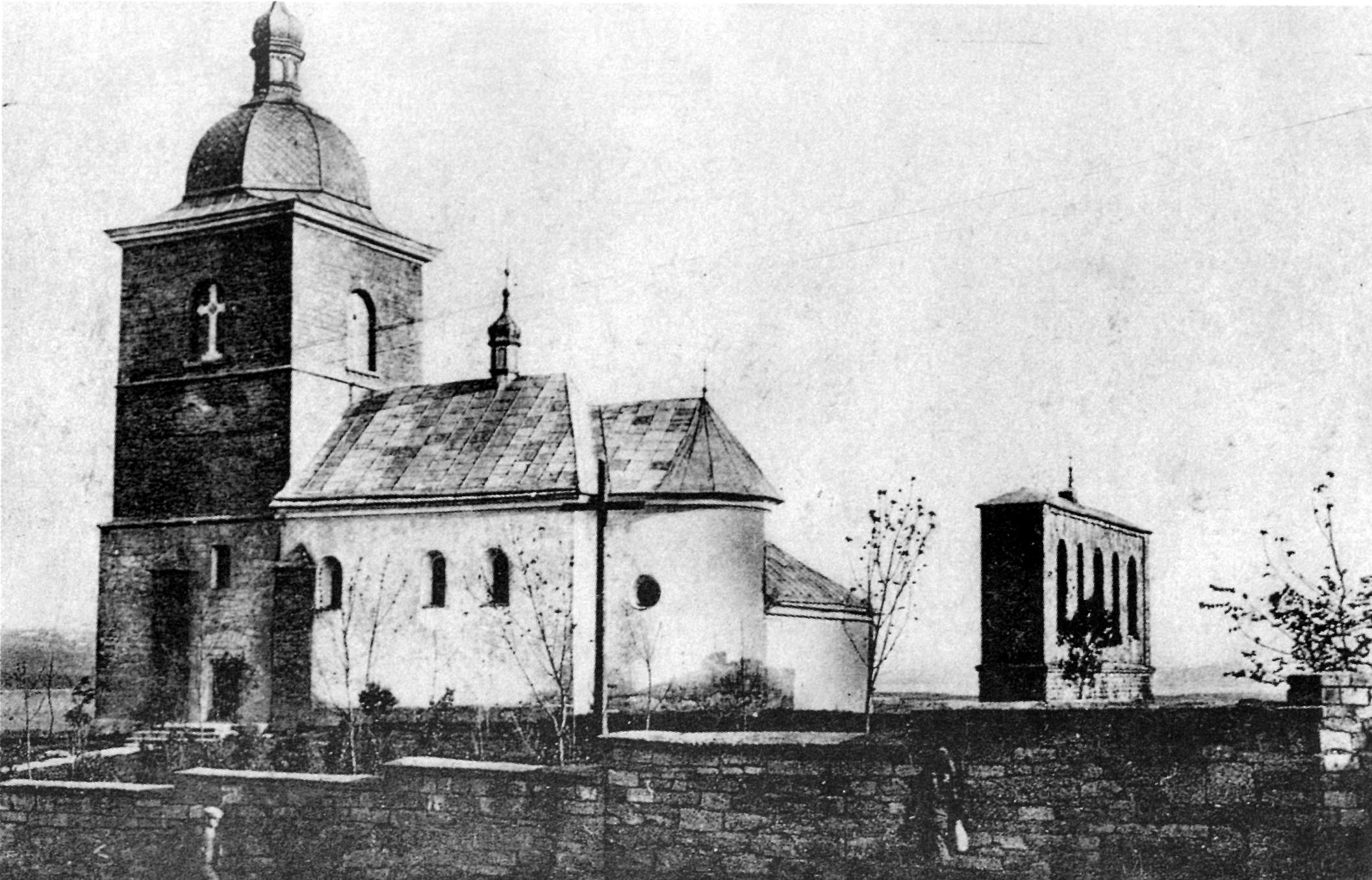
Церква над Ставом на початку XX століття

### Воздвиженська церква
Крім замку, збереглася Надставна церква — церква Воздвиження Чесного Хреста, споруджена на початку XVI ст. на фундаменті древнього храму, історія якого сягає часів України-Русі. Будівля — тридільний храм без бань. Біля церкви є масивна дзвіниця, збудована в 1627 році. Її стіни, складені з природного каменю-пісковику, мали оборонне значення. У 1978 році тут було виявлено поховання людини, яке було дуже схожим до тих, що робили за часів язичництва на Руси. У 1831 р. під час пожежі повністю згоріла покрівля церкви. Пізніше було добудовано службові споруди з церкви, дзвіницю, які до нашого часу не збереглися.

### Церква Різдва Христового
Другу церкву — Різдва Хрестового, як засвідчує фундаційний напис, почали мурувати 15 червня 1602 р., закінчили 4 серпня 1608 р. під орудою відомого муляра Леонтія. Спочатку споруда була невелика, одноярусна. Згодом був добудований другий ярус, дві півкруглі вежі. На початку XX ст. до церкви збоку було добудовано службові приміщення. Під час Другої Світової Війни була зруйнована, 1954 року церкву відреставрували.
В результаті реставрації змінилася форма купола. Церква прямокутна в плані, трьохапсидна, з високо розташованими вікнами-бійницями товщиною стін до двох метрів, що дозволяє віднести її до храмів оборонного типу. Очевидно, на місці цієї церкви колись стояла значно старіша споруда.

### Церква Успення Пречистої Діви Марії
1636 року було зведено дерев'яну Монастирську церкву (Успення Пречистої Діви Марії), в 1836 р. на цьому місці нову, муровану церкву, що знаходилась у Микулинецькій частині міста. Приміщення цієї церкви знищили більшовики в 1962 році, в наші дні її заново збудували коштом та працею парафіян.

### Тернопільське братство
Міщанами Тернополя при церковній парафії міста було засноване Тернопільське братство. Власник міста князь В.-К. Острозький у 1570 р. виділив 235 морґів землі, кошти на утримання школи і шпиталю для пристарілих і хворих людей. Міщанське братство збудувало для шпиталю приміщення і утримувало сиротинець, який вели Сестри Служебниці. Братство протягом кількох століть розширювало свою діяльність, сприяло збереженню руської (української)самобутності. У 1569 р. Лука з Тернополя переклав Старий Заповіт. 

## Набіги турків і татар
Стародавні споруди, що збереглися для наших сучасників, були німими свідками нападів та Тернопіль татар і турків, які у 1544–1698 рр. чотирнадцять разів спустошували місто, вбивали чи забирали у ясир його жителів.
У 1544 році тернополянам довелося стати на захист ще недобудованої фортеці. Навальний штурм татарам не вдався, вони взяли поселення в облогу. Його мешканці та жителі навколишніх сіл стояли насмерть, змогли утримати замок до приходу з Сандомира польських військ.
1575 року новий напад татар: спалили села навколо Тернополя, увірвалися на околиці, захопили багато полонених. Озброєні городяни відмовилися дати викуп, почали оборону міста. Через кілька днів татарська армія була розбита у бою поблизу сусіднього міста Збараж.
Чотирнадцять років поспіль, у 1589 році, орда знову вторглася в Західне Поділля. Під Тернополем татари стали табором, звідки розсилали загони (чамбули) руйнівників і грабіжників у навколишні землі. Лише після поразки під містечком Баворів були змушені відступити.
У XVII столітті напади татар повторювалися; 1618 року серйозно зруйнували місто (від пожежі потерпіло багато споруд). 1625 року поблизу Тернополя коронне військо Станіслава Конецпольського та реєстрові козаки Богдана Хмельницького завдали втрат татарам під проводом хана Мехмеда ІІІ Ґерая.

## Хмельниччина
Через Тернопіль проходив шлях козаків Богдана Хмельницького у боротьбі проти польської шляхти. Місцеві жителі не тільки приєднувалися до його загонів а й виступали на захист своїх прав від іноземних визискувачів, відстоювали свою віру і культуру.
Ще до того, як розпочалося велике загальноукраїнське повстання, значна частина жителів міста втекла на Запорозьку Січ, щоби там приєднатися до козаків. Тернополяни також допомагали козакам під час визвольного походу 1648 року під орудою Богдана Хмельницького на Львів.
На початку свого виступу Богдан розсилає своїх людей по всій Україні, в тому числі в Тернопіль, з метою зібрати сили повсталих для боротьби з поляками. Так, його посланець Ярема Кончевський (можливо Кончевич), який мав родичів біля Чорткова здійснював тут агітаційну роботу. А тому тернопільські міщани очікували приходу козаків. Про це свідчить листування одного тернопільського священика. А шляхтич (польський дворянин) Холмський з Тернополя писав своєму знайомому із Замостя, що в місті відчувається небезпека і тут можливий бунт проти влади. Пізніше міщани міста радо долучались до війська Хмельницького, допомагали йому продуктами і зброєю. Щоправда не всі, адже євреї вважались союзниками поляків, а тому козаки радо їх грабували та вбивали. В 1649 р. коли Хмельницький оточив Збараж і розбив поляків під Зборовом, тернопільські міщани знову ж були в рядах його війська. В 1651 р. місто було спалене, а міщани повтікали на Поділля, Київщину та Волинь або ж були захоплені в полон чи страчені поляками чи татарами .
У 1653 році Богдан Хмельницький вирушивши назустріч війську короля Яна ІІ Казимира, став табором поблизу Тернополя. У місті перебувало тоді султанське посольство.
В місті після Хмельниччини з’явилось багато складів з сукном і ремісників, які могли з нього пошити одяг. Про це свідчить інформація від 1672 року, де згадується про 7 людей із професією або прізвищем ‒ кравець і десятьох ‒ швець. У давнину кравці опікувалися Надставною церквою, а шевці ‒ Шевською вежею. Тернопільські кравці були об’єднанні в цех і таким чином володіли монополією на пошиття одягу. Будь-який інший кравець, який не входив до цеху не мав права шити одяг на відстані 2 миль від міста. За порушення цього закону карали в’язницею і конфіскацією краму.

## Австрійський період (1772—1918рр.)

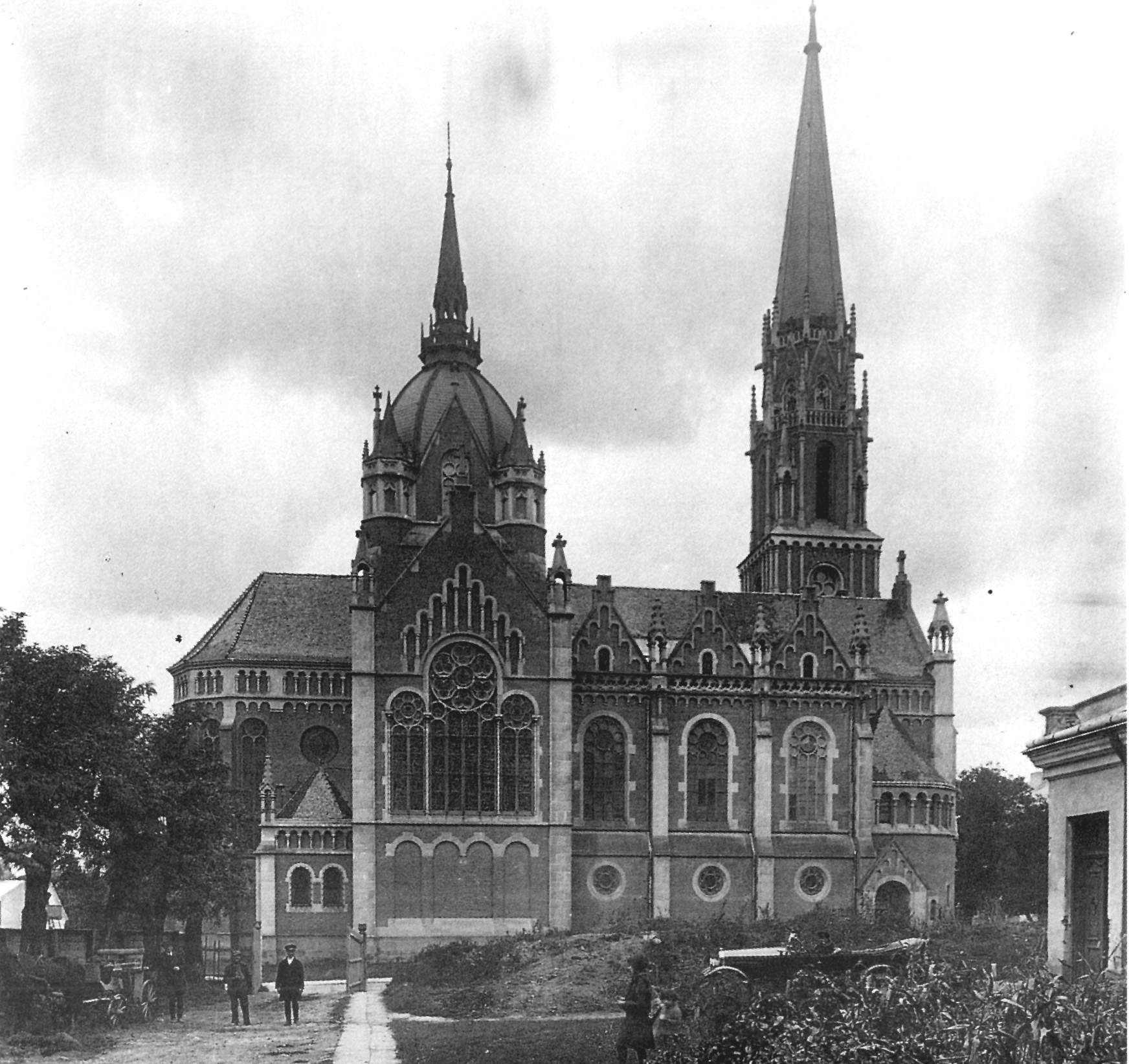
Костел у Тернополі перед початком І Світової Війни. Зараз на його місці є ЦУМ

### Розвиток міста у XIX столітті
1772 року внаслідок Першого поділу Польщі Тернопіль опинився у складі Габсбурзької монархії. Тернопіль став повітовим центром Королівства Галичини і Лодомерії (коронного краю — новоствореної провінції держави Габсбургів).

### Тернопіль у період Наполеонівських війн
У 1809 році був підписаний Шенбруннський мир, відповідно до якого Російська імперія отримала Тернопільський округ(9 тис. км². території і 400 тис. населення). Проте по закінченню війн за умовами Віденського конгресу 1815 року Тернопільщину було повернуто до Австрійської імперії.

### Розвиток міста в Австрійський період
В середині XIX ст. розпочалася історія Тернополя як вільного королівського міста. Близько 1840 року дідич Еразм Коритовський продав місто шляхтичу Тадеушу Туркулу. 15 лютого 1843 року Т. Туркул уклав угоду з міщанами: місто повинно було сплатити йому 175 тисяч флоринів і ставало вільним. 27 липня 1843 року гебарнатор Галичини барон Вільгельм фон Штуттергайм затвердив акт продажу, і вже в 12 грудня 1844 року цісар Фердинанд І подарував місту статус вільного королівського і герб(Герб Тернополя.) Стали вільними і належні до магістрату села: Біла, Чистилів, Підзамче, Кутківці і Пронятин
Цісар Франц Йозеф I, здійснюючи поїздки-інспекції країною, 2 рази відвідав місто, сприяв розбудові Тернополя. 20-22 жовтня 1851 р. імператор Франц Йозеф І відвідав Тернопіль. Його зустрічали на в’їзді в місто, де зараз Рогатка, представники Магістрату, цехів. Далі відбулася урочиста зустріч на Домініканській площі (урочиста зустріч була в Домініканському костелі). Перед «Полковниківкою» було зведено святково прибрану арку (цієї будівлі більше не існує; тепер це будинок по Листопадовій №1). Імператора вітали тернополяни, міська та військова влада Тернополя, духівництво. Франц Йозеф І пройшовся вулицями, відвідав шпиталі, зупинявся в будинку Окружної Ради. Імператор сподобався тернополянам. І коли через 3 роки (7 травня 1854 р.) він одружився з баварською принцесою Єлизаветою, відомою як «Сісі», то в місті розпочалося гучне святкування. З нагоди свята в Тернополі відбулась служба Божа, а в будинку гімназії було влаштовано обід для бідних, що складався з 4-х страв. Усім давали хлібину, келишок горілки, кварту пива. Тим, хто соромився жебрати, то давали гроші. Не відставала від християн єврейська громада. На честь свята євреї видали своїм одновірцям 555 буханців хліба .
В 1855 р. Франц Йосип знову завітав до міста. В той день, 26 червня, «дощ лив, як з цебра» (відра), як кажуть тернополяни. Місто радісно зустріло свого імператора і попрохало допомогти із заснуванням Реальної школи, де мали б навчати дітей ремеслу, торгівлі, техніці. Прохання було задоволена імператором ).
У другій половині XIX ст. до Тернополя прокладено шість шосейних шляхів, 1870 р. збудовано залізницю Львів — Тернопіль. У місті почали працювати 2 банки, 5 приватних млинів і 3 крупорушки, розширилися шевські, кравцеві, ковальські, столярські, різницькі та інші цехи. Це вплинуло на приріст населення: у 1808 р. в Тернополі мешкало 7093 особи, наприкінці століття було понад 30 тисяч мешканців, з яких близько половини євреї.
Тернопіль за австрійських часів був важливим центром торгівлі. Великий ярмарок, що з часу заснування міста існував на ринковій площі перемістився на оболонські луки. Торгівлею займалися переважно євреї та вірмени. Основними товарами були продажу на таких ярмарках були домашня худоба і коні. В 1724 р. місто отримало новий привілей від короля Августа І (підтверджений цісарем Фердинандом 10 травня 1836 р.) на проведення щорічного ярмарку в день Успіння св. Анни – 26 липня, який тривав 14 днів і славився на всю Галичину продажем коней. Худобу не лише продавали, використовували в якості розваг, а й вона разом з господарями страждала від природних лих. Так, взимку 1868 р. після заходу сонця на небі з’явилася комета, хвіст якої простягався від ставу до костьолу оо. єзуїтів (біля старої швейної фабрики). Це спричинило велику паніку – ревіла худоба, іржали коні, вили пси .

### Розвиток української національної ідеї в Тернополі
Під впливом революційних подій 1848 р. інтелігенція Тернополя розпочала боротьбу за духовне і національне самовизначення. Заходом учителя гімназії, відомого громадсько-політичного діяча Олександра Барвінського в 1876 р. відкрито філію «Просвіти» у Тернополі, яка видавала книжки з історії України, мала бібліотеку і книгарню для українського населення, організовувала концерти та етнографічні вистави. Зусиллями просвіти у 1898 р. було відкрито українську гімназію, вчителями і вихованцями якої стали митрополит Йосип Сліпий, вчені Степан Белей, Роман Смакула, режисер Лесь Курбас, композитор Василь Барвінський, письменник Володимир Ґжицький, Петро Карманський та багато інших.

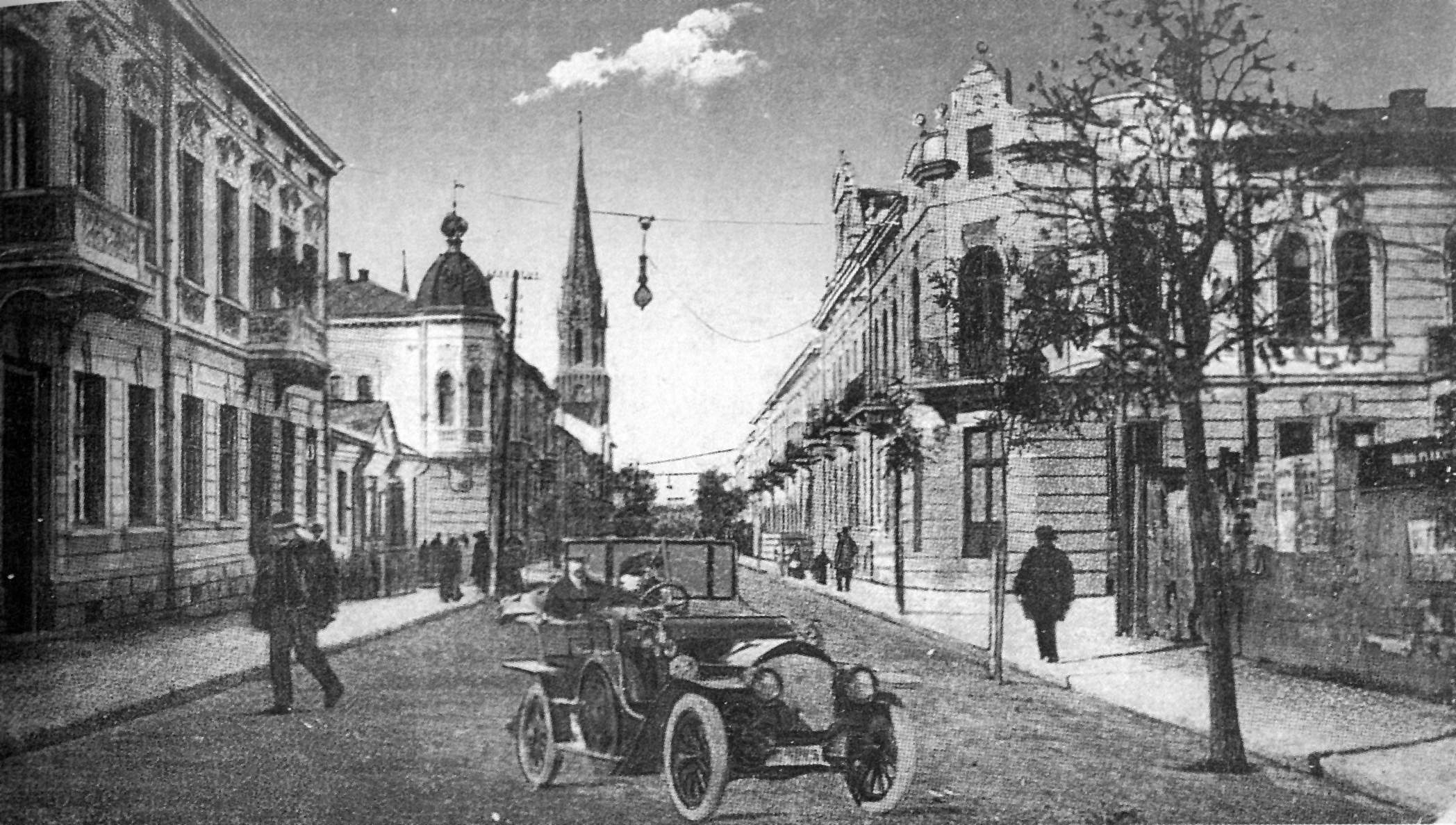
Вул. Руська у Тернополі

На світанку XX століття тернополяни почали об'єднуватися у культурно-просвітницькі і спортивні товариства «Січ», «Пласт», «Сокіл», вихованці яких першу світову війну вчилися у рядах Українських Січових Стрільців і після розпаду Австро-Угорщини 1918 року стали на захист молодої Західно-Української Народної Республіки.
28 листопада 1905 року відбувся Тернопільський робітничий виступ. Під тиском народний протестів уряд Австро-Угорщини у січні 1907 здійснив реформу виборчої системи.
В часи Української революції діяв Український військовий клуб імені гетьмана Павла Полуботка.

## Тернопіль— столицяЗахідноукраїнської Народної РеспублікитаУкраїнської Народної Республіки
3 березня 1918 року в місті відбулось «свято державності і миру» (віче) на підтримку дій уряду УНР, на якому були присутні близько 10000 осіб.
Тернопіль був столицею Української держави на українських етнічних землях (з 13 листопада 1918 року — ЗУНР, що входили раніше до складу Австро-Угорщини (після окупації польськими шовіністами Львова в листопаді 1918 року). У будинку (нині середня школа № 4) працював її уряд — Державний Секретаріат, котрий звідти перебрався до Станіславова (Івано-Франківськ). Невдовзі Тернопіль захопили поляки, яких на деякий час витіснили із міста більшовицькі війська.

### Західноукраїнська Народна Республіка
31 жовтня 1918 австрійський комендант Тернопільського ґарнізону заявив, що, за наказом зі Львова, передає українцям військову і цивільну владу. В ґарнізоні не було жодного українського старшини. Тому комендант попросив підписати протокол про передачу влади капелана майора Василя Кузьму, який повідомив представників української громади міста. Тернополяни-українці з допомогою 39 резервістів-українців (знаходились у місцевому ґарнізоні) зайняли всі державні установи. Студенти Тернополя (очільник А. Музичка) роззброїли жандармерію. 1 листопада в Тернополі на ратуші замайорів блакитно-жовтий прапор, установлений актором «Українського театру» Севастіяном Зубрицьким-Вінявою. Національні прапори були підняті й на урядових та майже всіх приватних українських будинках.
31 жовтня 1918 (інші дані — в ніч на 1 листопада 1918 р. селяни із села Біла взяли під контроль тернопільський залізничний вузол) старшина австро-угорського війська Григорій Лучанко привів відділи із Білої, Чернихівців, Малашівців та сусідніх сіл із півночі (озброєні карабінами, мали повні кишені набоїв). Вони без жодного пострілу зайняли залізничну станцію, розставили там пости. Роззброєних вартових-неукраїнців тимчасово затримали.
3 листопада 1918 р. у Тернополі утвердилась українська влада. Безпосереднє керівництво встановленням влади Української держави здійснював Петро Карманський. Міським комісаром став гімназійний професор С. Сидоряк. Делегатами парламенту ЗУНР були обрані: від міста — Петро Карманський, від повіту — Антін Кунько. Від 23 листопада до 31 грудня 1918 р. у Тернополі перебував уряд ЗУНР на чолі з Костем Левицьким (від середини грудня виконував обов'язки голови уряду Сидір Голубович).
Місто було центром військової області ЗУНР та центром одного з 12 військових округів країни. Тернопіль — центр одного з 23 відділів державної жандармерії ЗУНР. У місті діяли відділи жидівської міліції для підтримання правопорядку. На жаль, в місті траплялись випадки продажу окремими «ділками» нафти за спекулятивною ціною (у 20 — 30 разів дорожче ринкової вартости). Через брак дрібних грошей в Тернополі друкувались міські бони номіналом 1, 2, 5, 10 гривень.
Делегація Української Національної Ради та уряду ЗУНР, зокрема, Д. Вітовський, Л. Цегельський, Р. Перфецький, С. Вітик, Т. Старух, В. Стефаник (всього 36 осіб) зупинялась ввечері 16 — вранці 17 січня 1919 р. під час поїздки до Києва для підписання Акту Злуки УНР та ЗУНР.
16—31 травня 1919 р. у Тернополі перебувала Директорія УНР, уряд і вище армійське командування УНР на чолі з Симоном Петлюрою. 1 червня місто було захоплене частинами польської армії, частини УГА відступили на південь. 15 червня місто визволене від польської окупації в ході Чортківської офензиви УГА.
В місті діяла Жидівська національна рада. Керівниками Жидівської національної ради ЗОУНР було створено в Тернополі Жидівський курінь з 1200 вояків (командир — Соломон Ляйнберґ). У місті діяв драгоманівський гурток.

#### Шкільництво ЗУНР
Спеціальним Законом ЗУНР від 14 лютого 1919 р. було націоналізовано українську приватну вчительську жіночу семінарію в Тернополі. Розпорядженням уряду в місті було відкрито українську ґімназію (одну з 20-ти в ЗУНР), реальну школу. Для польської громади міста залишили державну ґімназію (не діяла через брак вчителів, які склали службову присягу). Не працювала школа машинного слюсарства через пограбування. В місті функціонував переповнений сирітський притулок.

### Тернопіль— столиця Галицької СРР
З 15 липня 1920 року Галицьким революційним комітетом (Галревком) на частині західноукраїнських земель під час польсько-радянської війни 1920 року було проголошено створення Галицької СРР зі столицею в Тернополі.

Після залишення міста червоними на міському цвинтарі, на деяких городах, у садах було знайдено тіла людей (замордовані галицькими чекістами (ГНК, або ГАНКА)).

## Тернопіль у складі Польщі

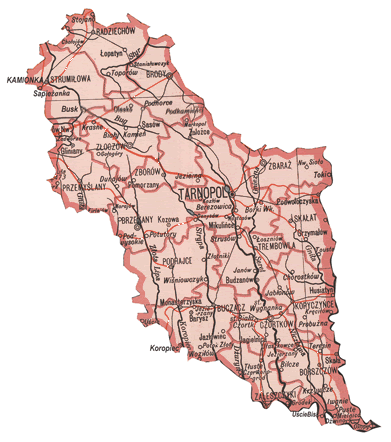
Тернопіль — центр Тернопільського воєводства

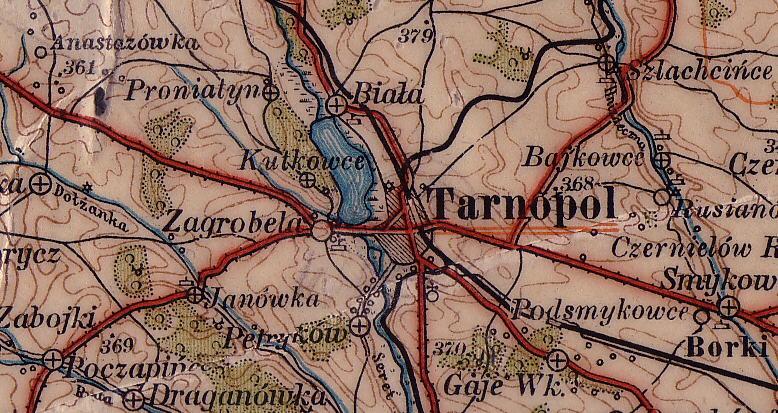
Тернопіль на польських картах 20-30-их рр.

10 грудня 1919 року почала діяльність промислова школа (потім Тернопільська державна механічна гімназія).
У 1922 р. Тернопіль став центром новоствореного воєводства, що охоплювало 17 повітів. Польська влада проводила жорстоку колоніальну політику в усіх сферах суспільного життя краю, насамперед у національному питанні. Українців обмежували в правах, суворо переслідували за найменші прояви національної гідності. Та міщани Тернополя почали відновлювати роботу товариств «Луг», «Сокіл», «Просвіта», «Рідна школа», «Пласт», спортивного клубу «Поділля» і відстоювати свої соціальні і національні права. Пожвавила діяльність й організація Українських Націоналістів (ОУН). Особливо активно діяв молодіжний націоналістичний осередок у Тернопільській українській гімназії, які очолювали Роман Паладійчук та майбутній лідер ОУН Ярослав Стецько.
Події війни, революції, боротьби за національне визволення вплинули на добробут місцевого населення. У зв’язку з його бідністю тут з’явилася велика кількість кримінальних елементів, які грабували, вбивали і утискали населення. У Львові такі елементи називалися батярами, а в Тернополі махабундами. Як свідчать науковці у значенні батяра це слово й сьогодні періодично вживається в нашому місті. Хоча частіше говорять не батяри, а вар’яти. Щодо терміну махабунда, то воно вживалося у значенні як нероба, ледар, голодранець, халамид ник, непривітна, непутяща людина. А походить це слово з німецького wagabond (і польського wagabunda), а тому певною мірою є синонімом до «батяра». Було поширено слово махабунда на просторах між Тернополем-Бережанами-Збаражем. А між Тернополем і Підволочиськом навіть говорили ґарундер-махабундер. Зокрема, в місті Бережани школярів, які любили бешкетувати ще на початку ХХ ст. називали махабундами.
У міжвоєнний час у Тернополі швидко розвивалася промисловість. Зокрема у 1925–1939 роках діяла перша українська фабрика з виготовлення паперу для куріння і цигаркових гільз (туток) «Калина».
Протидіючи польському засиллю, міщани об'єднувалися в українські кооперативи. У місті, зокрема, діяли «Подільський Союз кооператив», «Килина», «Українбанк», «Пасічника спілка», «Маслосоюз», «Сільський господар», багато приватних підприємств, продукція яких визначалася доброю якістю і йшла на світовий експорт, та магазинів, котрі, з приходом радянської влади у вересні 1939 р. були ліквідовані.

## Друга світова війна
В Тернополі з нагоди Акту проголошення Української Держави 30 червня 1941 року у Львові 27 липня 1941 відбулася багатолюдна маніфестація; українці зайняли адміністративні установи міста, управу округи очолив В. Охримович.
Проте вже 1 серпня 1941 року Тернопіль увійшов до нацистського окупаційного утворення — дистрикту Галичина. Місто стало окружним центром Генерального губернаторства. Посадником міста у 1941-1944 роках був доктор Осип Гринкевич.
Жителі міста Й. і В.Кравчуки, М. Кулик, О. та Г. Саїки, О. й З. Сердюки — одні з праведників народів світу
Фонди «Магістрату королівського вільного міста Тернополя» та інші вважаються такими, що були втрачені під час другої світової війни.

## Тернопіль у Радянський період
Під час Другої Світової війни Тернопільський став був повністю знищений. А в 1950-их роках відбувається масштабна відбудова Тернополя. Водну перлину міста стали відновлювати у 1956 році, коли було прийнято рішення про підпорядкування всіх водних ресурсів місцевій владі. Тоді збудували нову дамбу, а рівень води став вищим, ніж було раніше. Нове водосховище зайняло значно більшу площу — понад 300 гектарів, і назвали його Комсомольським озером.
У той же час проходять так звані суботники з благоустрою територій довкола озера. Між водоймою та центром міста заклали парк імені Шевченка, який протягнувся вздовж східного берега водойми. Відреставрували і Старий Замок, у якому згодом розмістився Палац спорту. Впритул до нього прибудували красивий будиночок ресторану «Хвиля». Над рестораном була тераса, з якої відкривалась чудова панорама озера (на жаль, її вже не існує, оскільки цій будівлі надбудували другий поверх). На південно-східному березі був створений міський пляж. Потрапити до нього з міста можна було спустившись із широких сходів, що ліворуч Старого Замку, чи з вузьких, що біля альтанки праворуч нього. Уся набережна вздовж парку була оформлена в неокласичному стилі, який у ті часи був досить поширеним. Були споруджені альтанка та інші декоративні об'єкти. В цей же період був споруджений славнозвісний острів Кохання. Щоправда, це тепер його так називають. Тоді він був названий на честь тодішнього міського голови Сидоренка. Подейкують, що тоді за спорудження острівця міське керівництво отримало сувору догану. Однак зодчі у його проектуванні не вигадували чогось незвичайного. Просто під час планового поглиблення Комсомольського озера бульдозерами нагребли мул з дна водойми. Потім тут посадили дерева та збудували дерев'яну альтанку, що стоїть і досі.
У 1960-х роках пляж біля Старого замку ліквідували. Натомість створили стоянку для катерів, яхт і моторних човнів. Біля Старого замку збудували і центральну пристань. Широкі сходи, що ведуть до неї, розділив каскад штучних водоспадів, який назвали «Сльози Гронського». Пан Гронський у той час був головним архітектором міста, але через якийсь прокол його посадили у в'язницю. Поруч, на частині території колишнього Підзамче за типовим проектом збудували готель «Тернопіль». Однак у той час він значно прикрасив місто, а з боку набережної створили мальовничі схили. На протилежній стороні, на схилах Кутковецької гори, заклали лісопарк «Лісопарк». На березі новоствореної зеленої зони збудували ресторан «Поплавок», з тераси якого відкривався чудовий краєвид на центральну частину міста. Біля ресторану створили новий пляж. Згодом його назвали Ближнім, оскільки неподалік села Пронятин створили ще один пляж, який став Дальнім. У сімдесятих роках двадцятого століття стоянку човнів перенесли на протилежний берег міста. Там само був створений Морський клуб.
4 грудня 1939 року Тернопіль став центром області.
Більшовицький режим, згодом фашистська окупація завдали Тернополю найбільше непоправних втрат за всю історію. За 20 місяців радянської влади енкаведисти репресували 9 тис. жителів міста, понад 600 тернополян розстріляли у місцевій тюрмі. Гітлерівські фашисти знищили майже 15 тис. чол., сотні юнаків і дівчат вивезли до Німеччини. Страшних матеріальних втрат зазнав і сам Тернопіль: підприємства, школи, житлові будинки були повністю зруйновані. І в післявоєнні роки сталінська репресивна машина не зменшувала своїх обертів — сотні українських патріотів були вивезені у Сибір, розстріляні…

## Тернопіль у Незалежній Україні
- 28 вересня 2014 на бульварі Шевченка встановили копію годинника 1902 року[32]

## Плани Тернополя

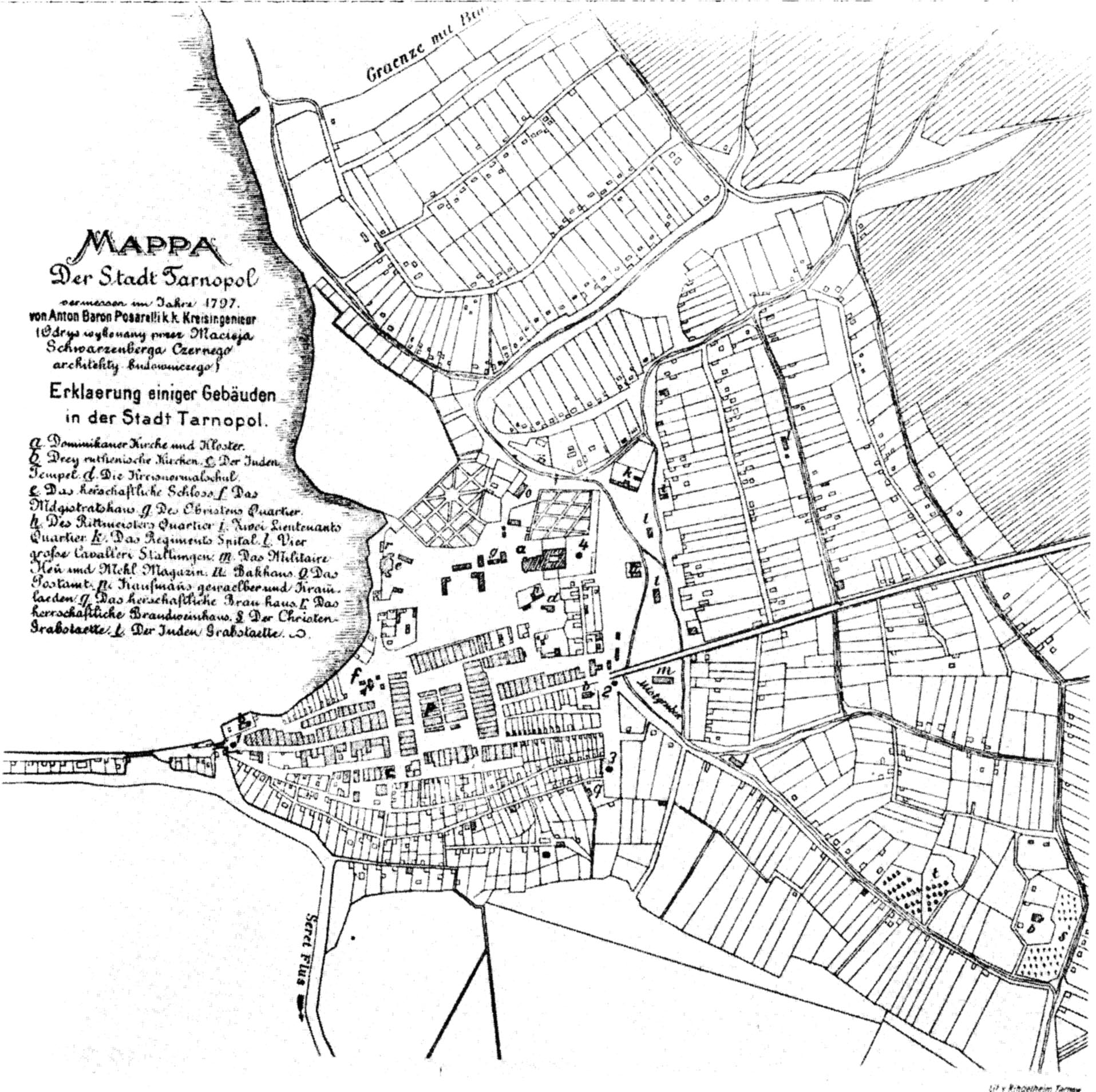
План міста 1797 року
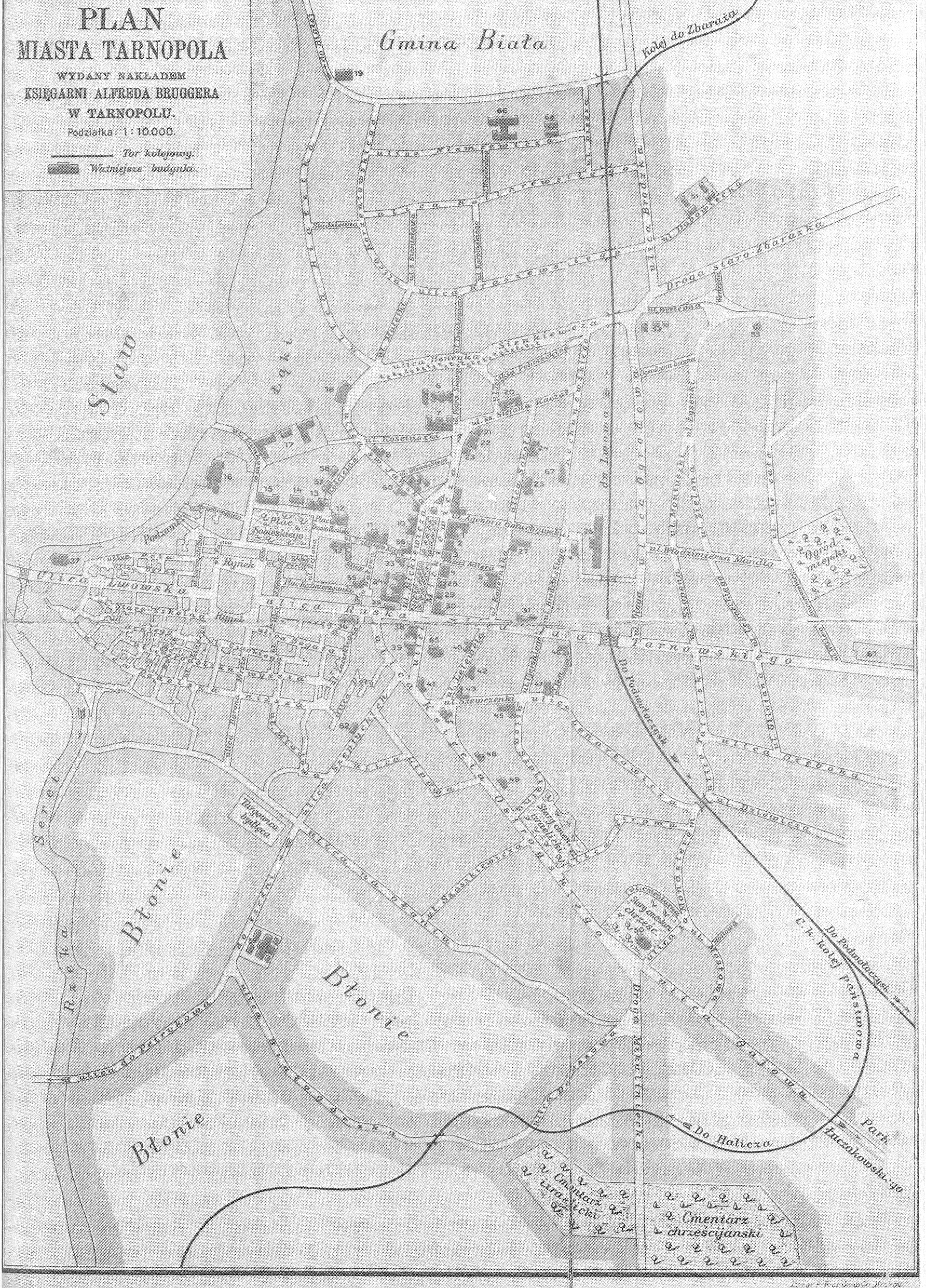
План міста за Брюгером у 20-30-ті роки XX століття
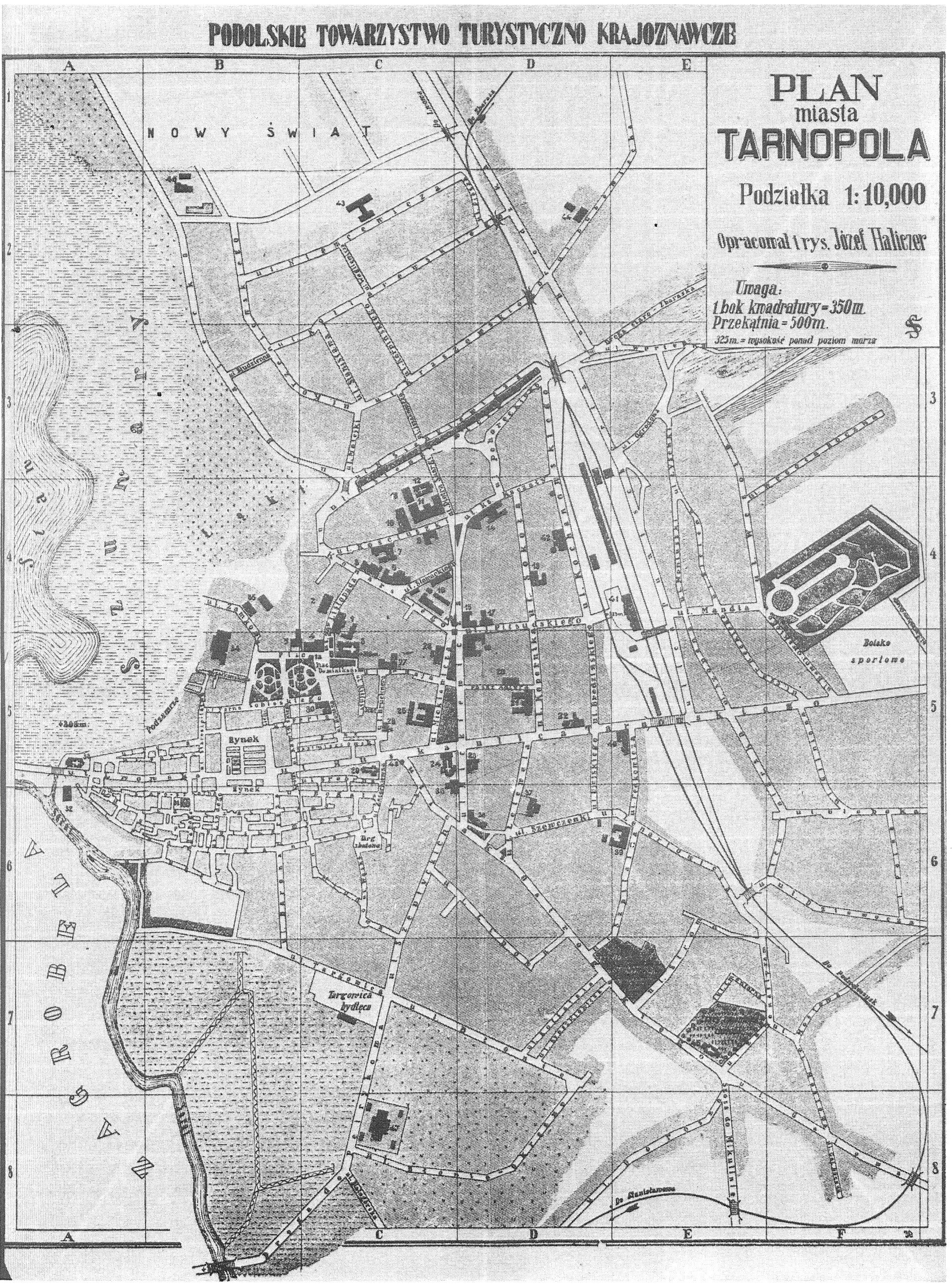
План міста 1920-1930-х років за Галічерем
Діючий Генеральний план на період до 2031 року
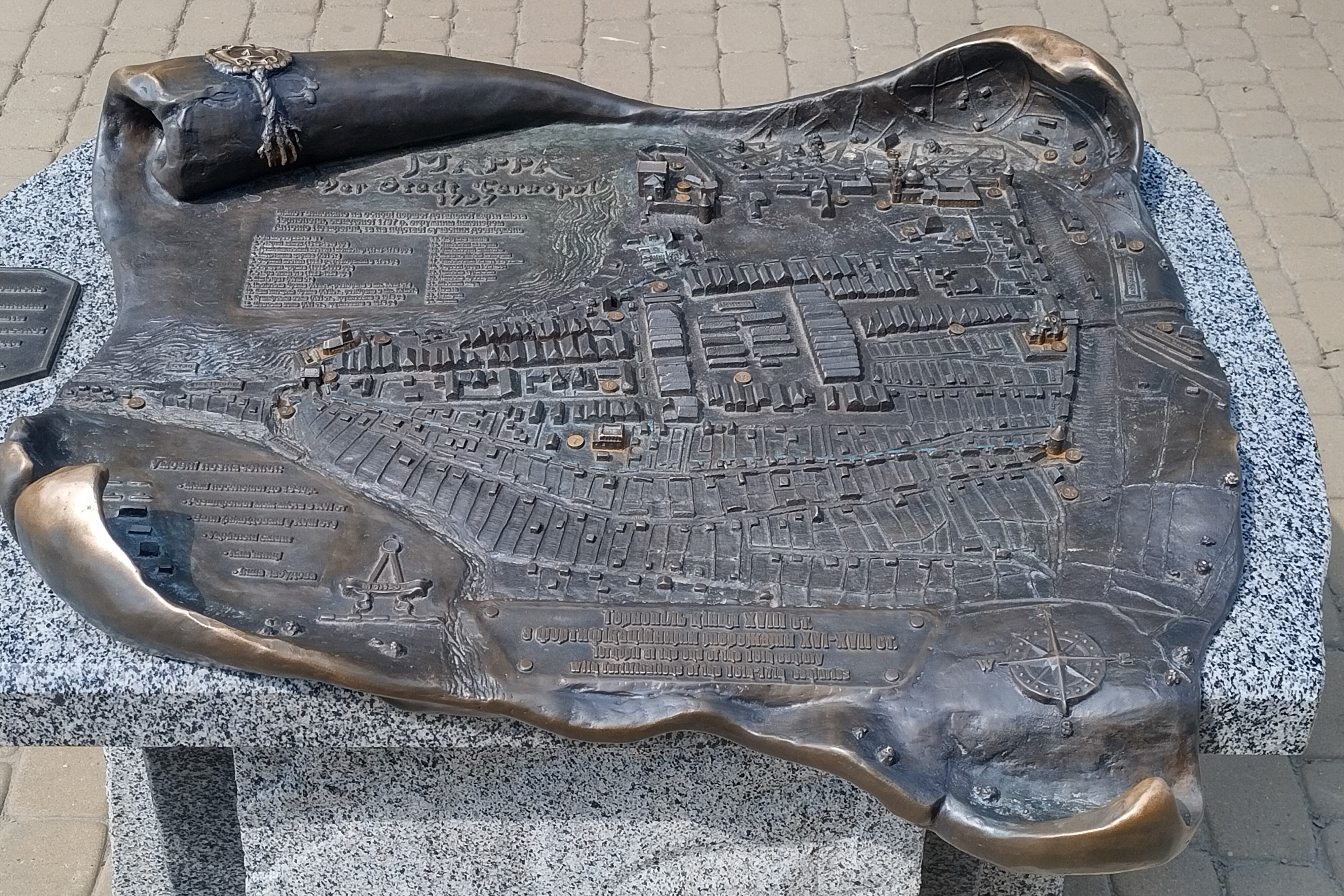
План міста біля Тернопільського замку